# Lijst van voetbalinterlands Azerbeidzjan - Portugal (vrouwen)
Deze lijst van voetbalinterlands is een overzicht van alle officiële voetbalinterlands tussen de nationale vrouwenteams van Azerbeidzjan en Portugal. De landen hebben tot nu toe twee keer tegen elkaar gespeeld.

## Wedstrijden
| № | Plaats | Datum           | Competitie           | Wedstrijd               | Uitslag |
| - | ------ | --------------- | -------------------- | ----------------------- | ------- |
| 1 | Bakoe  | 25 oktober 2024 | EK 2025 kwalificatie | Azerbeidzjan − Portugal | 1 − 4   |
| 2 | Vizela | 29 oktober 2024 | EK 2025 kwalificatie | Portugal − Azerbeidzjan | 4 − 0   |

## Samenvatting
| Competitie      | Totaal gespeeld | Winst Azerbeidzjan | Gelijk | Winst Portugal | Doelsaldo Azerbeidzjan – Portugal |
| --------------- | --------------- | ------------------ | ------ | -------------- | --------------------------------- |
| EK-kwalificatie | 2               | 0                  | 0      | 2              | 1 − 8                             |
| Totaal          | 2               | 0                  | 0      | 2              | 1 − 8                             |